# Boulzicourt
Boulzicourt – miejscowość i gmina we Francji, w regionie Grand Est, w departamencie Ardeny.
Według danych na rok 1990 gminę zamieszkiwało 1006 osób, a gęstość zaludnienia wynosiła 151 osób/km².